# Carlos Rivas (attore)
Carlos Rivas, pseudonimo di Oscar Weber (El Paso, 16 febbraio 1925 – Los Angeles, 16 giugno 2003), è stato un attore statunitense.
Lo si ricorda per le interpretazioni di Lun Tha in Il re ed io (1956), Dirty Bob ne Il Grinta (1969) e Hernandez in Topaz (1969).

## Filmografia parziale

### Cinema
- Furia rivoluzionaria (Fury in Paradise), regia di George Bruce (1955)
- Il re ed io (The King and I), regia di Walter Lang (1956)
- La valle dei disperati (The Beast of Hollow Mountain), regia di Edward Nassour (1956)
- Il riscatto degli indiani (The Deerslayer), regia di Kurt Neumann (1957)
- Lo scorpione nero (The Black Scorpion), regia di Edward Ludwig (1957)
- Machete, regia di Kurt Neumann (1958)
- L'avventuriero dei due mondi (Sonatas), regia di Juan Antonio Bardem (1959)
- Vento di tempesta (The Miracle), regia di Irving Rapper (1959)
- Gli inesorabili (The Unforgiven), regia di John Huston (1960)
- Pepe, regia di George Sidney (1960)
- Los viciosos, regia di Enrique Carreras (1962)
- Tarzan nella valle dell'oro (Tarzan and the Valley of Gold), regia di Robert Day (1966)
- Il Grinta (True Grit), regia di Henry Hathaway (1969)
- I due invincibili (The Undefeated), regia di Andrew V. McLaglen (1969)
- Topaz, regia di Alfred Hitchcock (1969)
- Doc Savage, l'uomo di bronzo (Doc Savage: The Man of Bronze), regia di Michael Anderson (1975)
- Mi vida loca, regia di Allison Anders (1994)

### Televisione
- Sugarfoot – serie TV, episodio 3x08 (1959)
- Maverick – serie TV, episodio 5x06 (1962)
- Dakota (The Dakotas) – serie TV, episodio 1x14 (1963)
- I giorni di Bryan (Run for Your Life) – serie TV, episodio 1x16 (1966)
- Tarzan – serie TV, episodi 1x13-1x15 (1966)
- Il virginiano (The Virginian) – serie TV, 2 episodi (1966-1968)
- Ai confini dell'Arizona (The High Chaparral) – serie TV, episodio 1x03 (1967)
- Bonanza – serie TV, episodio 9x03 (1967)

## Doppiatori italiani
- Riccardo Mantoni in Lo scorpione nero
- Vittorio Di Prima ne Il Grinta
- Gianni Bertoncin in Topaz